# Меріон (округ, Кентуккі)
Шаблон:StateAbbr_ 37°33′ пн. ш. 85°16′ зх. д. / 37.55° пн. ш. 85.27° зх. д.
Округ  Меріон (англ. Marion County) — округ (графство) у штаті  Кентуккі, США. Ідентифікатор округу 21155.

## Історія
Округ утворений 1834 року.

## Демографія
За даними перепису 
2000 року 
загальне населення округу становило 18212 осіб, зокрема міського населення було 5805, а сільського — 12407.
Серед мешканців округу чоловіків було 9210, а жінок — 9002. В окрузі було 6613 домогосподарства, 4755 родин, які мешкали в 7277 будинках.
Середній розмір родини становив 3,06.
Віковий розподіл населення поданий у таблиці:
| Стать    | До 15 років | 15-21 | 22-29 | 30-39 | 40-49 | 50-65 | 65-85 | Понад 85 |
| -------- | ----------- | ----- | ----- | ----- | ----- | ----- | ----- | -------- |
| Чоловіки | 1938        | 957   | 1101  | 1568  | 1427  | 1336  | 806   | 77       |
| Жінки    | 1878        | 864   | 849   | 1330  | 1264  | 1361  | 1185  | 271      |

## Суміжні округи
- Вашингтон — північ
- Бойл — північний схід
- Кейсі — південний схід
- Тейлор — південь
- Леру — південний захід
- Нелсон — північний захід

## Виноски
1. ↑  U.S. Decennial Census. United States Census Bureau. Архів оригіналу за 12 травня 2015. Процитовано 17 серпня 2014.
2. ↑  Historical Census Browser. University of Virginia Library. Архів оригіналу за 11 серпня 2012. Процитовано 17 серпня 2014.
3. ↑  Population of Counties by Decennial Census: 1900 to 1990. United States Census Bureau. Архів оригіналу за 13 жовтня 2014. Процитовано 17 серпня 2014.
4. ↑  Census 2000 PHC-T-4. Ranking Tables for Counties: 1990 and 2000 (PDF). United States Census Bureau. Архів оригіналу (PDF) за 18 грудня 2014. Процитовано 17 серпня 2014.
5. ↑  State & County QuickFacts. United States Census Bureau. Архів оригіналу за 7 червня 2011. Процитовано 6 березня 2014.(англ.) Наведено за англійською вікіпедією.
6. ↑  American FactFinder. Бюро перепису населення США. Архів оригіналу за 26 лютого 2012. Процитовано 31 січня 2008.

| США | Це незавершена стаття з географії США. Ви можете допомогти проєкту, виправивши або дописавши її. |